# 赵锐
赵锐 (1971年3月—)，江苏淮阴人，中国作家协会会员，就职于南京日报报业集团。1992年毕业于南京师范大学中文系。著有《祭壇上的聖女: 林昭傳》等书。

## 部分作品
《祭壇上的聖女: 林昭傳》ISBN 9789862211946
（03/2019 ）
《忧郁的1937》ISBN 	9787565110160 ( 09/2012 南京师范大学出版社 出版）
《单身母亲手记》ISBN 	9787506334730 ( 01/2006 作家出版社 出版）